# 夹河子乡
夹河子乡，是中华人民共和国新疆维吾尔自治区塔城地区乌苏市下辖的一个乡镇级行政单位。

## 行政区划
夹河子乡下辖以下地区：
夹河子村、奎河村、红房子村、邓家湖村和阿拉里村。